# Une nuit pour convaincre

Une nuit pour convaincre (Das Verhör in der Nacht) est un téléfilm de Noël allemand de 2020 réalisé par Matti Geschonneck et basé sur la pièce Heilig Abend (Réveillon de Noël) de Daniel Kehlmann, qui a également écrit le scénario.
Le film dramatique, avec Sophie von Kessel et Charly Hübner dans les deux rôles principaux, se déroule presque exclusivement dans une chambre d'hôtel et a eu sa première télévisée le 27 novembre 2020 sur Arte.

## Synopsis
Judith, professeure de philosophie, sort de son hôtel afin de rendre visite à ses parents le soir de Noël. Elle est empêchée de partir par des agents de la sécurité de l'État et est longuement interrogée par le policier Thomas dans sa chambre d'hôtel. Il l'accuse d'avoir planifié un attentat terroriste avec son ex-mari, qui lui a rendu visite plusieurs heures la veille dans son appartement à Berlin. De plus, une lettre d'aveux préparée a été trouvée sur son ordinateur, qui n'est pas connecté à Internet. Judith affirme qu'elle l'a rédigée uniquement comme pièce d'enseignement pour un séminaire sur la "violence structurelle". Thomas est convaincu du contraire et a des indications qu'elle et son ex-mari Julian veulent faire exploser un engin explosif ce soir-là. Il informe Judith que son ex-mari est interrogé depuis la veille au soir et lui demande de l'incriminer. Cependant, Judith sait que, sans mandat d'arrêt, il peut être libéré au bout de 24 heures. Elle exhorte l'officier à l'arrêter formellement et à présenter ses droits. Thomas n'a que le temps restant du film pour entendre une confession ou une incrimination de Judith.
Dans les dialogues, une démonstration de force constante a lieu, dans laquelle le fonctionnaire utilise son supposé avantage de connaissances et la philosophe utilise son sang-froid et son avantage de temps. Un différend se développe également sur la légalité de la violence d'État et à motivation politique. Finalement, Judith s'incrimine complètement, elle s'est procuré des explosifs et des contenants et a aussi rédigé la lettre d'aveux. Elle exclut la violence contre les personnes et désigne des bâtiments vides ou des poteaux électriques comme cibles possibles. Interrogée, elle n'a pas été en mesure de fournir plus de détails, comme l'origine des explosifs, et cite des lacunes dans sa mémoire. Cela lui donne un avantage tactique dans le duel, ce qui conduit à la libération en temps opportun de son ex-mari de l'interrogatoire. Au cours d'une arrestation formelle, Thomas lui donne la possibilité de passer un seul et unique appel téléphonique, que Judith utilise pour contacter son ex-mari, libéré, et lui dit ces mots « C'est moi » et après la réponse « Je t'aime », elle répond « Moi aussi ». Elle signale ensuite à l'officier « qu'il a échoué »,.

## Fiche technique
- Titre original : Das Verhör in der Nacht
- Titre français : Une nuit pour convaincre
- Réalisation : Matti Geschonneck
- Scénario : Daniel Kehlmann
- Photographie : Judith Kaufmann
- Montage : Dirk Grau
- Direction artistique : Jan Hormann
- Musique : Nikolaus Glowna
- Costumes : Anneke Troost
- Décors : Silke Buhr
- Pays d'origine : Allemagne
- Langue originale : allemand
- Format : couleur
- Genre : drame
- Durée : 89 minutes
- Date de première diffusion : 
  - Allemagne : 27 novembre 2020

## Distribution
- Sophie von Kessel : Judith
- Charly Hübner : Thomas
- Michèle Fichtner : la réceptionniste

## Contexte
Das Verhör in der Nacht a été produit par Network Movie Film- und Fernsehproduktion pour le compte de ZDF en coopération avec Arte.
Le tournage du film a eu lieu du 11 novembre au 5 décembre 2019 dans différents endroits. Ainsi, pour l'hôtel, les prises de vue intérieures de la suite ont été prises dans les studios de Berliner Union-Film à Berlin-Tempelhof et, pour les prises de vue extérieures, un hôtel de la Bundesstraße 8 près de Sulzbach à proximité de Francfort-sur-le-Main. Les plans avec la place du marché de Noël au début du film ont été tournés à Brunswick, en Basse-Saxe.